# Бихольцохівка
Бихольцохівка (до 2016 року — Бихальцохівка) — село в Україні, у Ріпкинській селищній громаді Чернігівського району Чернігівської області. Населення становить 140 осіб. До 2020 орган місцевого самоврядування — Малолиственська сільська рада.

## Історія
Відповідно до розпорядження Кабінету Міністрів України № 730-р від 12 червня 2020 року «Про визначення адміністративних центрів та затвердження територій територіальних громад Чернігівської області», увійшло до складу Ріпкинської селищної громади.
19 липня 2020 року, в результаті адміністративно - територіальної реформи та ліквідації Ріпкинського району, село увійшло до складу Чернігівського району Чернігівської області.

## Населення

### Мова
Розподіл населення за рідною мовою за даними перепису 2001 року:
| Мова       | Кількість | Відсоток |
| ---------- | --------- | -------- |
| українська | 134       | 95.71%   |
| російська  | 4         | 2.86%    |
| білоруська | 2         | 1.43%    |
| Усього     | 140       | 100%     |

## Уродженці
- Воєдило Левко Леонідович — український живописець.
- Джола Іван Трифонович — Герой Соціалістичної Праці[6].